# La otra residencia
La otra residencia es una coproducción hispano-italiana de comedia estrenada en 1970, dirigida por Alfonso Paso y protagonizada en los papeles principales por José Luis López Vázquez, Florinda Chico, Enriqueta Carballeira y Pedro Valentín.

## Sinopsis
Dos cacos de poca monta son sorprendidos durante un asalto muriendo una persona. Asustados se refugian en una extraña residencia propiedad de un doctor. Uno de los cacos muere y a partir de ahí se suceden multitud de divertidas situaciones intentando esconder el cadáver, en las que se ven envueltos ciertos personajes que se encuentran en la mansión y no muy cuerdos junto a un inspector de policía invitado.

## Reparto
- José Luis López Vázquez como Vicente.
- Florinda Chico como Paca.
- Enriqueta Carballeira como	Lolita.
- Pedro Valentín como Palmiro.
- Vicente Roca como Comisario Rigaud.
- Blaki como Lorenzo.
- Armando Calvo
- Tito García como Dueño del bar.